# Mine de South Walker Creek
La mine de South Walker Creek est une mine à ciel ouvert de charbon située dans le bassin minier de Bowen dans le Queensland en Australie. Elle est détenue par une coentreprise entre BHP Billiton et Mitsui,. La mine emploie 159 personnes. Sa production est de 3,8 millions de tonnes par an.